# Omar und Omar
Omar und Omar ist ein Hörspiel von Günter Eich, das am 25. August 1957 – zunächst betitelt mit „Der Ring des Kalifen“ – vom NDR unter der Regie von Hans Rosenhauer gesendet wurde.

## Inhalt
Omar, der 30-jährige Kalif von Bagdad, ist gesund, hat 365 Frauen und auch Sklaven, Mamluken, eine prall gefüllte Schatzkammer sowie alle erdenklichen anderen Besitztümer. Doch er schläft schlecht und träumt schwer. Im Traum trägt der Herrscher für drei Dirhems pro Nacht unter der kurzen Peitsche des Aufsehers Pfeffersäcke, Dattelkörbe und etliche schwer wiegende Lasten. Dabei wartet der Thronrat mit sechzehn Rechtsfällen. Das weise Urteil des Kalifen ist gefragt. Dieser hat das Regieren und insbesondere seine 365 Frauen satt.
Der 30-jährige Lastträger Omar aus der chinesischen Hafenstadt Hanad hat nichts – ausgenommen seine Gesundheit, die Frau Schamsa sowie die sechs gemeinsamen Kinder Talib, Nusra, Sabur, Mirdas, Hind und Chatun. Omar aus China hat einen vorzüglichen Schlaf. Weil er im Traum als Kalif von Bagdad talentiert Recht spricht und am nächsten Tag den Kindern davon erzählt, wird der Lastträger in Hanad „Omar der Kalif“ genannt.
Hundertacht Dinare hat der echte Kalif bereits mit nächtlichem Lastentragen verdient, als der Thronrat und das Volk revoltieren. Bevor der Kalif geht, verspricht er seinem Wesir einen Nachfolger. Der Wesir könne den Neuen an dem Kalifenring am Finger erkennen. Während der Kalif sowohl Thron als auch Volk im Stich lässt und sich in Richtung China einschifft, fällt der Lastträger in Hanad bei der Arbeit vom glitschigen Laufbrett in den offenen Bauch eines Frachters und bleibt darin drei Tage ohnmächtig liegen. Als sich Omar und Omar unterwegs treffen, tauschen beide auf Vorschlag des Kalifen die Ringe. In Bagdad besteigt der Lastträger den verwaisten Thron und findet nach dem ersten Rechtsspruch den ungeteilten Beifall des versammelten Rats. Ein neuer Salomo ist in Bagdad eingezogen.
In Hanad will Schamsa den fremden Mann, der da angeklopft hat, hinauswerfen, wird aber von ihren Kindern umgestimmt. Der Kalif, der sich im Hanader Hafen als allseits fähiger Lastträger eingeführt hat und die paar selbst verdienten Dinare auf den Tisch legt, darf schließlich den freien Platz des Vaters einnehmen. Der ehemalige Herrscher ist froh. Endlich hat er nur eine Frau.

## Zitat
Die Mutter Schamsa zu ihren sechs ungebärdigen Kindern: „Gebt mir einen Topf, daß ich ihn nach euch werfen kann!“

## Form
In den dreizehn Kapiteln alterniert der Handlungsort zwischen Bagdad und Hanad. Ausnahme: Im siebten Kapitel treffen der Kalif und der Träger in einem Hafen zwischen den oben genannten Handlungsorten aufeinander. Das ergibt sich, denn ab dem achten Kapitel vertauschen beide ihre angestammten Aufenthaltsorte.

## Produktionen
- 25. August 1957, NDR. Regie: Hans Rosenhauer, Musik: Siegfried Franz. Walter Richter sprach den Kalifen, Richard Münch den Wesir, Hanns Lothar den Lastträger und Edda Seippel die Schamsa.[3]
- 14. Juni 1959, ORF. Regie: Herbert Spalke.
- 4. Februar 1962, SDR. Regie: Otto Kurth.[4]

## Rezeption
- Schwitzke[5] belässt es nicht bei der Inhaltsangabe. Der Kalif von Bagdad, ein tüchtiger Träger mit neuen Ideen zur Arbeitserleichterung, initiiere die Installation der Hanader Hafenarbeitergewerkschaft.
- Der Rollentausch ist bei Günter Eich nicht neu (siehe zum Beispiel „Zinngeschrei“). Ein ungerechter Gott wird von den Kindern des Lastträgers angeklagt.[6]

### Verwendete Ausgabe
- Günter Eich: Omar und Omar (1957). S. 387–417 in: Karl Karst (Hrsg.): Günter Eich. Die Hörspiele 2. in: Gesammelte Werke in vier Bänden. Revidierte Ausgabe. Band III. Suhrkamp, Frankfurt am Main 1991, ohne ISBN

### Sekundärliteratur
- Heinz Schwitzke (Hrsg.): Reclams Hörspielführer. Unter Mitarbeit von Franz Hiesel, Werner Klippert, Jürgen Tomm. Reclam, Stuttgart 1969, ohne ISBN, 671 Seiten
- Sabine Alber: Der Ort im freien Fall. Günter Eichs Maulwürfe im Kontext des Gesamtwerkes. Diss. Technische Universität Berlin 1992. Verlag Peter Lang, Frankfurt am Main 1992 (Europäische Hochschulschriften. Reihe I, Deutsche Sprache und Literatur, Bd. 1329), ISBN 3-631-45070-2
- Hans-Ulrich Wagner: Günter Eich und der Rundfunk. Essay und Dokumentation. Verlag für Berlin-Brandenburg, Potsdam 1999, ISBN 3-932981-46-4 (Veröffentlichungen des Deutschen Rundfunkarchivs; Bd. 27)